# Elzendamme
Elzendamme is een gehucht in Oostvleteren, een deelgemeente van Vleteren in de Belgische provincie West-Vlaanderen. Het plaatsje bevindt zich in het uiterste noorden van het grondgebied van Oostvleteren, langs de IJzer en de verbindingsweg N8 van Veurne naar Ieper. Het telt een 20-tal huizen. Elzendamme heeft geen eigen voorzieningen, en voor diensten en winkels is men aangewezen op de omliggende dorpen.

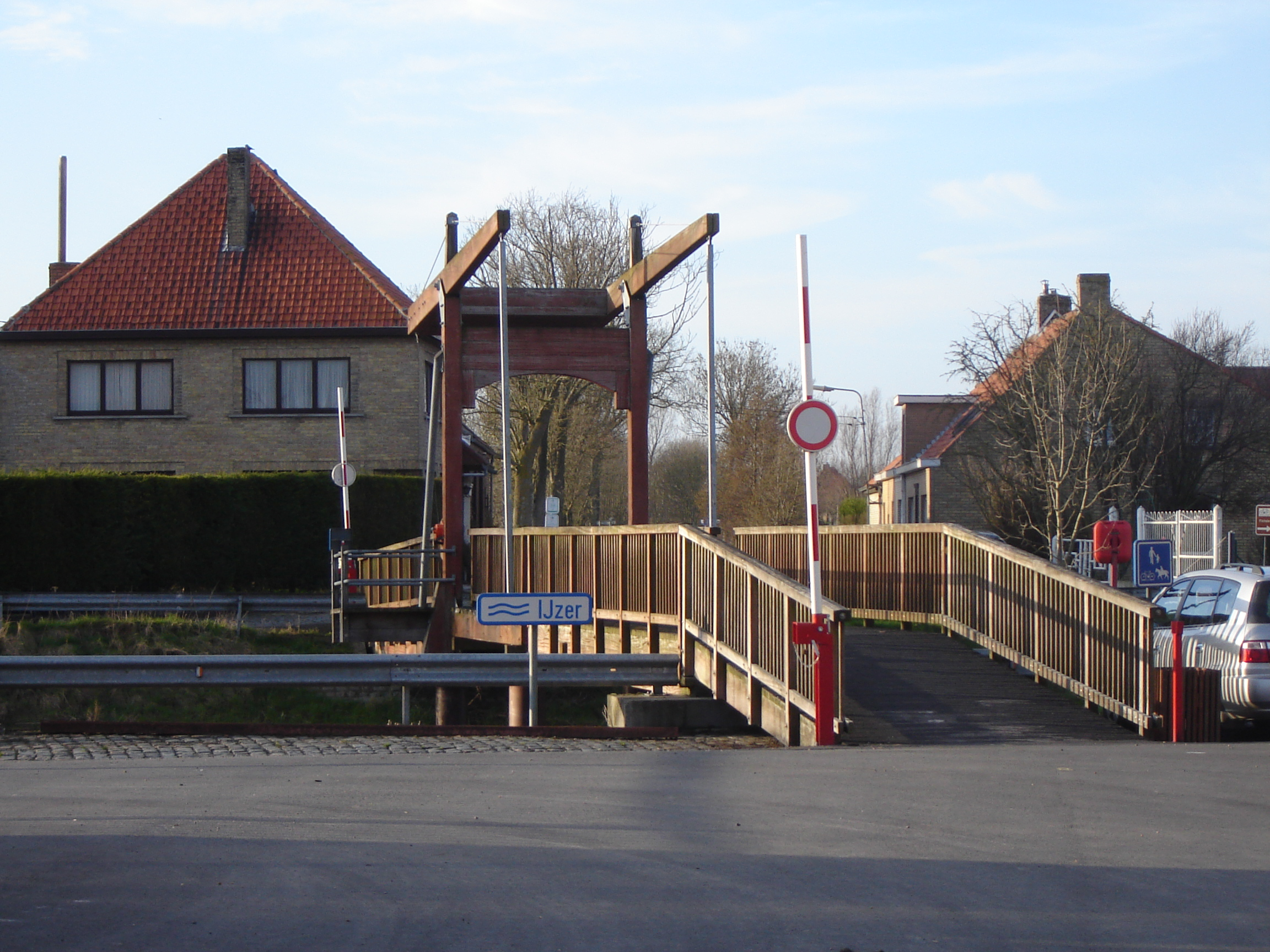
Voetbrug over de IJzer

## Geschiedenis
Het gehucht "Elzendamme" staat aangeduid op de Ferrariskaart uit de jaren 1770 en strekt zich uit langs de weg naar Veurne. Een halve kilometer ten westen lag de Proosdij van Eversam. Tot in de 20e eeuw kende dit gehuchtje groter economisch belang dan het centrum van Oostvleteren, vanwege een kaai langs de IJzer.

## Bezienswaardigheden

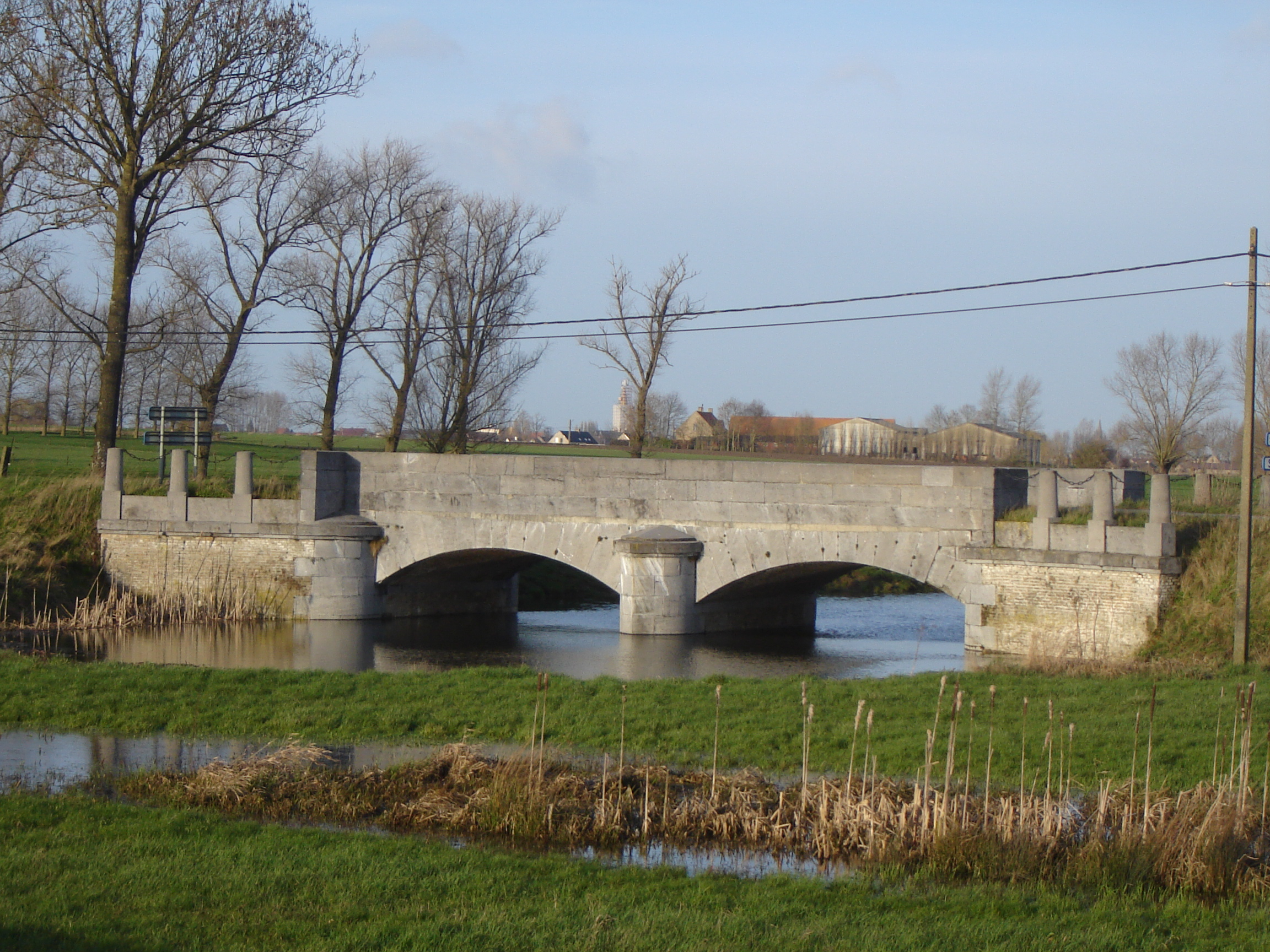
Stenen Brug over de Dode IJzer

In het noorden van Elzendamme ligt op het grondgebied van Pollinkhove een beschermde stenen brug over een oude arm van IJzer. De brug werd rond 1780 in de Oostenrijkse periode gebouwd op het oude traject van de steenweg Veurne-Ieper.
Deelgemeenten: Oostvleteren · Westvleteren · Woesten

Gehuchten: Elzendamme

Belgische gemeenten · Arrondissement Ieper · West-Vlaanderen · Vlaanderen